# Virden, Manitoba
Virden är en ort i Kanada.   Den ligger i provinsen Manitoba, i den sydöstra delen av landet, 1 900 km väster om huvudstaden Ottawa. Virden ligger 442 meter över havet och antalet invånare är 3 237.
Terrängen runt Virden är platt, och sluttar österut. Trakten runt Virden är nära nog obefolkad, med mindre än två invånare per kvadratkilometer.. Det finns inga andra samhällen i närheten. 
Trakten runt Virden består till största delen av jordbruksmark.